# Simone Thiero
Simone Thiero, née le 15 mars 1993 à Longjumeau, est une handballeuse française. Internationale avec l'équipe nationale de la RD Congo, elle a notamment participé au Championnat du monde 2015.

## Carrière
Simone Thiero a appris à jouer au handball à Paris. En 2015, la gauchère a signé un contrat professionnel avec le club français de première division Toulon Saint-Cyr Var Handball. Un an plus tard, elle est passée au club allemand de Bundesliga TV Nellingen,.
Thiero a d'abord joué pour l'équipe de France de jeunes. Elle a ensuite joué pour l'équipe nationale congolaise. Thiero a participé au Championnat du monde 2015, où elle a marqué dix buts en sept matchs.
Pourtant en 2018, elle décide d’arrêter complètement sa carrière à cause d'un déficit sur le bras droit subi le jour de sa naissance et qui la handicape au quotidien. Reconnue handicapée de moins de 80%, Simone Thiero est malgré tout parvenu à évoluer avec des personnes valides et a atteint le plus haut niveau. Elle raconte son histoire à travers un récit qui met en lumière sur la santé physique et mentale chez les sportifs de haut niveau. 
Par la suite, elle reprendra la compétition avec le club Guadeloupéen de Zayen La à Morne-à-l'Eau, remportant notamment la coupe de la Guadeloupe en 2023.

### Palmarès
- Vainqueur du Championnat de France D2 en 2010
- Finaliste de la Coupe de France en 2016
- Finaliste du Championnat de France Universitaire Élite en 2016
- Vainqueur de la Coupe de la Guadeloupe en 2023
- Finaliste de la Super Coupe des Antilles en 2023